# Каргарка
Карга́рка (Chloephaga) — рід гусеподібних птахів родини качкових (Anatidae). Представники цього роду мешкають в Південній Америці.

## Види
Виділяють п'ять видів:
- Каргарка андійська (Chloephaga melanoptera)
- Каргарка магеланська (Chloephaga picta)
- Каргарка патагонська (Chloephaga hybrida)
- Каргарка сіроголова (Chloephaga poliocephala)
- Каргарка рудоголова (Chloephaga rubidiceps)

З пліоценових відкладів Аргентини відомий викопний вид Chloephaga robusta. З пізнього плейстоцену Аргентини відома також скам'яніла дзьобоподібна кістка птаха з роду Chloephaga, яка є схожою на кістку сучасної андійської каргарки.
Молкулярно-філогенетичне дослідження 2014 року показало, що гриваста каргарка з монотипового роду Neochen є включена в рід Chloephaga, яка показано у наведеній нижче кладограмі. За результатами цього дослідження деякі дослідники пропонують виділити гривасту каргарку разом з андійською каргаркою у відновлений рід Oressochen, однак Міжнародна спілка орнітологів (IOU) не визнає такоої класифікації.

|  | Каргарка гриваста (Neochem jubata)          |
|  |                                             |
|  | Каргарка андійська (Chloephaga melanoptera) |
|  |                                             |

|  | Каргарка сіроголова (Chloephaga poliocephala) |
|  |                                               |
|  | Каргарка рудоголова (Chloephaga rubidiceps)   |
|  |                                               |

|  | Каргарка магеланська (Chloephaga picta)   |
|  |                                           |
|  | Каргарка патагонська (Chloephaga hybrida) |
|  |                                           |

|  | Каргарка сіроголова (Chloephaga poliocephala) |
|  |                                               |
|  | Каргарка рудоголова (Chloephaga rubidiceps)   |
|  |                                               |

|  | Каргарка магеланська (Chloephaga picta)   |
|  |                                           |
|  | Каргарка патагонська (Chloephaga hybrida) |
|  |                                           |

|  | Каргарка гриваста (Neochem jubata)          |
|  |                                             |
|  | Каргарка андійська (Chloephaga melanoptera) |
|  |                                             |

|  | Каргарка сіроголова (Chloephaga poliocephala) |
|  |                                               |
|  | Каргарка рудоголова (Chloephaga rubidiceps)   |
|  |                                               |

|  | Каргарка магеланська (Chloephaga picta)   |
|  |                                           |
|  | Каргарка патагонська (Chloephaga hybrida) |
|  |                                           |

|  | Каргарка сіроголова (Chloephaga poliocephala) |
|  |                                               |
|  | Каргарка рудоголова (Chloephaga rubidiceps)   |
|  |                                               |

|  | Каргарка магеланська (Chloephaga picta)   |
|  |                                           |
|  | Каргарка патагонська (Chloephaga hybrida) |
|  |                                           |

## Етимологія
Наукова назва роду Chloephaga походить від сполучення слів дав.-гр. χλοη — молода, зелена трава, зелень і φαγος — той, хто їсть.